# Марковка (Иркутская область)
Марковка — деревня в Осинском районе Усть-Ордынского Бурятского округа Иркутской области России. Входит в состав муниципального образования «Русские Янгуты».

## История
По данным 1923 года в деревне Марковская имелось 51 хозяйство и проживал 261 человек (130 мужчин и 131 женщина). Административно Марковка входила в состав Янгутского сельского общества Осиновской волости Боханского аймака Бурят-Монгольской Автономной Советской Социалистической Республики.

## География
Деревня находится в южной части Иркутской области, к югу от реки Оса, на расстоянии примерно 17 километров (по прямой) к востоку-юго-востоку (ESE) от села Оса, административного центра района. Абсолютная высота — 471 метр над уровнем моря.

## Население
| 2002 | 2010 | 2011 | 2012 |
| ---- | ---- | ---- | ---- |
| 4    | ↗11  | →11  | ↘10  |

Согласно результатам переписи 2002 года, в национальной структуре населения русские составляли 75 %.

## Улицы
Уличная сеть деревни состоит из одной улицы (ул. Марковская).